# (30017) Shaundatta
(30017) Shaundatta est un astéroïde de la ceinture principale d'astéroïdes.

## Description
(30017) Shaundatta est un astéroïde de la ceinture principale d'astéroïdes. Il fut découvert le 10 février 2000 à Socorro (Nouveau-Mexique) par le projet LINEAR. Il présente une orbite caractérisée par un demi-grand axe de 2,32 UA, une excentricité de 0,17 et une inclinaison de 1,1° par rapport à l'écliptique.

## Compléments